# Hymenochaonia xanthostigma
Hymenochaonia xanthostigma är en stekelart som först beskrevs av Cresson 1865.  Hymenochaonia xanthostigma ingår i släktet Hymenochaonia och familjen bracksteklar. Inga underarter finns listade i Catalogue of Life.